# Monograma

El símbolo del copyright "©" es usado para indicar que una obra está sujeta al derecho de autor.

Monograma, de la palabra griega que significa una letra. Es un símbolo formado generalmente por cifras y letras entrelazadas en conjunto, que como abreviatura se emplea en sellos, marcas, monedas, logotipos de empresas, etc. Los hay de tipo axial, lineal y circular.

## Historia

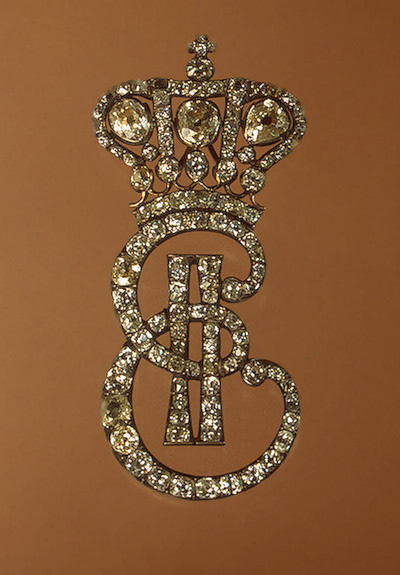
Monograma de Catalina la Grande.

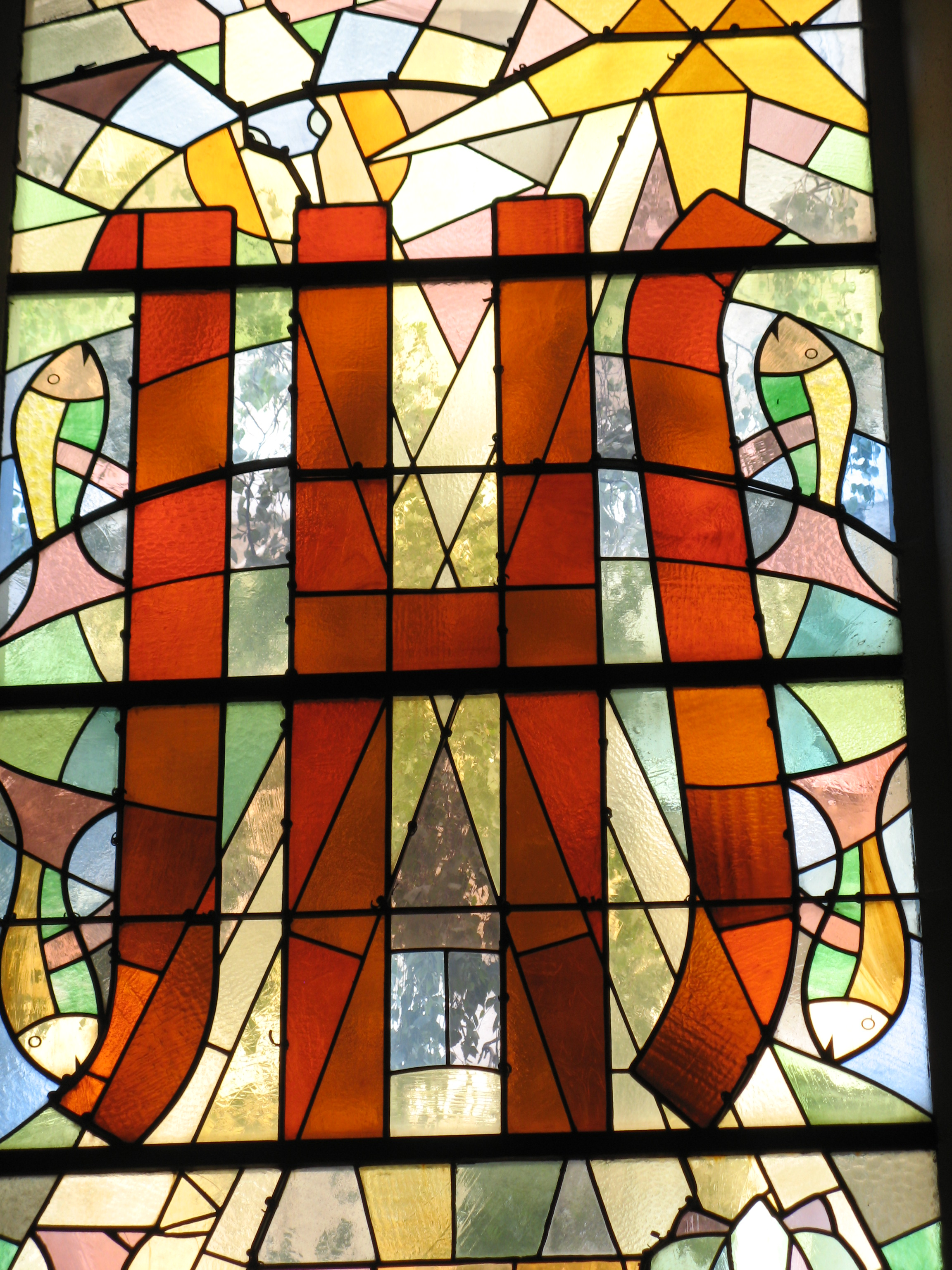
Monograma JHS.

El uso de los monogramas es muy antiguo, como consta de Plutarco y se hallan en varias medallas pero ordinariamente es poco segura su inteligencia e interpretación. 
En el bajo Imperio desde Constantino es muy frecuente el uso del monograma del nombre de Christo, compuesto de las letras griegas: x y p que son las iniciales equivalentes a CHR, lo que proviene de aquella señal que reportó haber visto Constantino en medio del cielo antes de la batalla con Majencio. En el mismo bajo Imperio son muy usados los monogramas : M, I y K. María, Iesus, Constantinus.
En los siglos VII y VIII estuvo muy en uso firmar con monogramas entre los soberanos y príncipes, costumbre que se extendió después a los señores que como aquellos no sabían escribir y que también adoptaron los obispos.
Un monograma bien conocido es el de IHS en el cual se pueden ver las tres primeras letras del nombre de Iesus o bien las iniciales de Iesus Hominum Salvator. Este monograma surgió en el siglo XV en reemplazo de otro que se remontaba a los primeros siglos y estaba formado por el entrelazamiento de las letras X y P griega, primeras letras de la palabra Christos, llamado vulgarmente crisma o crismón.